# M60 AVLB
Pour les articles homonymes, voir M60.
Le M60 AVLB est un char du génie pontonnier des forces armées des États-Unis en service depuis 1963.

## Description
Le M88 est conçu sur la base des châssis et des composants du M60 Patton. La première version du M60 AVLB a été produite de 1963 à 1967. La plupart des coques du M60A1 AVLB étaient d’anciens chars M60A2 Patton, convertis en AVLB à la suite d’une modernisation approfondie de 1987 à 1996.

## Utilisateurs

### Espagne
15× M60A1 AVLB en service avec l'armée espagnole

### États-Unis
Retiré du combat dans l'United States Army en 2003 car surclassé par le M104 Wolverine. En service dans l'Army National Guard et 37 en service dans l'United States Marine Corps en 2009 (en cours de remplacement par le M1074 Joint Assault Bridge System dès 2019).

### Israël
10× M60A1 Tagash AVLB en service avec l'armée israélienne

### Pakistan
12 M60A1 AVLB en service avec l'armée pakistanaise dès 2013

### Portugal
4× M60 AVLB en service avec l'armée portugaise

### Singapour
12× M60 AVLB en service avec l'armée singapourienne

### Ukraine
18x M60 AVLB en service dans l'armée ukrainienne livrés entre mars 2023 et janvier 2024

## Anciens utilisateurs

### Grèce
12 M60 AVLB retirés du service en 2015. Remplacés par le char pontonnier Iguane.[citation nécessaire]

## Galerie d'images

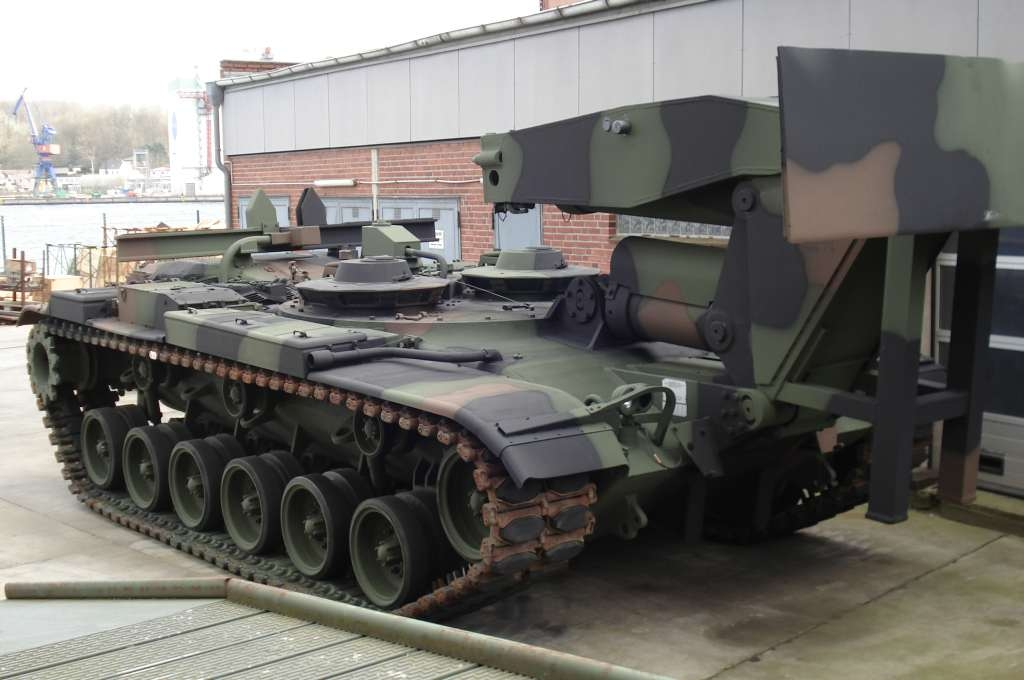
M60A1 AVLB sans le pont
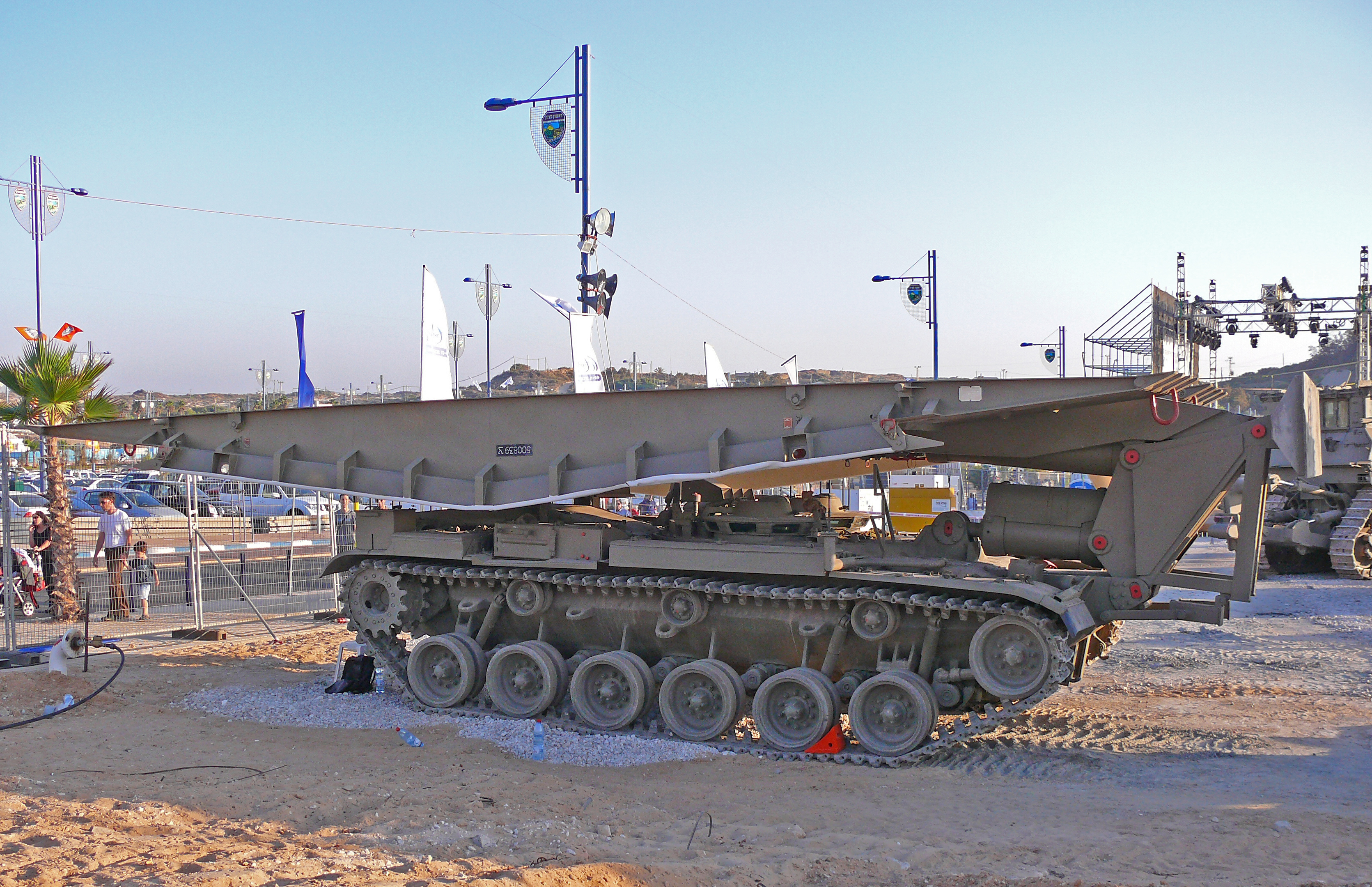
M60 Tagash AVLB